# Piłka wodna na Letnich Igrzyskach Olimpijskich 2004
Piłka wodna na XXVIII Letnich Igrzysk Olimpijskich w Atenach rozgrywana jest w Olympic Aquatic Centre w Athens Olympic Sports Complex.

## Mężczyźni
| Lp. | Państwo             | Zawodnicy |
| --- | ------------------- | --- |
| 1   | Węgry               | Tibor Benedek Péter Biros Rajmund Fodor István Gergely Tamás Kásás Gergely Kiss Norbert Madaras Tamás Molnár Ádám Steinmetz Barnabás Steinmetz Zoltán Szécsi Tamás Varga Attila Vári                                       |
| 2   | Serbia i Czarnogóra | Aleksandar Ćirić Vladimir Gojković Danilo Ikodinović Viktor Jelenić Predrag Jokić Nikola Kuljača Slobodan Nikić Aleksandar Šapić Dejan Savić Denis Šefik Petar Trbojević Vanja Udovičić Vladimir Vujasinović               |
| 3   | Rosja               | Roman Bałaszow Rewaz Czomachidze Aleksandr Jeryszow Aleksandr Fiodorow Siergiej Garbuzow Dmitrij Gorszkow Nikołaj Kozłow Nikołaj Maksimow Andriej Riekieczinski Dmitrij Stratan Witalij Jurczik Marat Zakirow Irek Zinurow |

## Kobiety
| Lp. | Państwo           | Zawodnicy |
| --- | ----------------- | --- |
| 1   | Włochy            | Francesca Conti Martina Miceli Carmela Allucci Silvia Bosurgi Elena Gigli Manuela Zanchi Tania Di Mario Cinzia Ragusa Giusy Malato Alexandra Araujo Maddalena Musumeci Melania Grego Noemi Toth                                             |
| 2   | Grecja            | Georgia Ellinaki Dimitra Asilian Antiopi Melidoni Angeliki Karapataki Kyriaki Liosi Stavroula Kozompoli Aikaterini Oikonomopoulou Antigoni Roumpesi Evangelia Moraitidou Eftychia Karagianni Georgia Lara Antonia Moraiti Anthoula Mylonaki |
| 3   | Stany Zjednoczone | Jacqueline Frank Heather Petri Ericka Lorenz Brenda Villa Ellen Estes Natalie Golda Margaret Dingeldein Kelly Rulon Heather Moody Robin Beauregard Amber Stachowski Nicolle Payne Thalia Munro                                              |